# Alphonse Lonclas
Alphonse Nicolas Sébastien Joseph Lonclas, dit Alphonse Lonclas, né à Paris le 6 décembre 1836 et mort le 24 janvier 1923 dans la même ville, est un ouvrier sculpteur sur bois sous le Second Empire puis membre de la Commune de Paris.
Il ne doit pas être confondu avec le communard Alphonse Lonclas (1841- date inconnue), marchand de vin à Bercy (Seine) et exilé en Belgique après la Semaine sanglante.

## Biographie
Né en 1836, il travaille d'abord comme ouvrier sculpteur sur bois puis, juste avant la guerre de 1870, dans une usine de boutons, rue de Bercy (Paris). Durant les premiers mois de la guerre, il est caporal infirmier puis, durant le siège de Paris par les Allemands (septembre 1870-mars 1871), il devient capitaine puis chef du 73e bataillon de la Garde nationale dont il devient délégué au Comité central de la Garde nationale.
Par la suite, il rallie la Commune de Paris et aux élections complémentaires du 16 avril, est élu au Conseil de la Commune par le XII arrondissement. Il est ensuite nommé à la Commission de la Guerre le 14 mai et organise la création du comité de la rue d'Aligre, chargé spécialement de l'identification et de la poursuite des réfractaires au projet Communaliste. Partisan de la loi des otages, il plaide pour la création du Comité de Salut public, "seul capable, selon lui, de poursuivre, par des mesures énergiques, le triomphe de la Révolution". Il est un des plus actifs organisateurs de la défense du quartier de Bercy où il fait construire des barricades, ordonne de faire sauter des ponts, d'incendier la mairie et l'église de Bercy.
Après la Semaine sanglante, il arrive à se réfugier en Suisse puis est condamné à mort par contumace par le Conseil de Guerre en décembre 1872. En 1887, il résidait en Angleterre dans le comté de l'Essex.

### Notices biographiques
- Jules Clère, Les hommes de la Commune : Biographie complète de tous ses membres, Paris, Libraire-éditeur É. Dentu, 1871, xiv-195, 1 vol. in-18 (OCLC 457798492, lire en ligne sur Gallica), p. 106
  - Jules Clère, Les hommes de la Commune : Biographie complète de tous ses membres, Paris, Libraire-éditeur É. Dentu, 1871, 4e éd. (1re éd. 1871), vi-215, 1 vol. in-18 (lire en ligne sur Gallica), p. 119-120
- Paul Delion, Les membres de la Commune et du Comité central, Paris, A. Lemerre éditeur, août 1871, 446 p. (lire en ligne sur Gallica), p. 128-129
- Bernard Noël, Dictionnaire de la Commune, Coaraze, L'Amourier éditions, coll. « Bio », avril 2021 (1re éd. 1971), 799 p. (ISBN 978-2-36418-060-4, ISSN 2259-6976, présentation en ligne), p. 501
- « Notice Lonclas Alphonse, Nicolas, Sébastien, Joseph », sur maitron.fr, Le Maitron, dictionnaire bibliographique du mouvement ouvrier et du mouvement social, Association Les Amis du Maitron (consulté le 9 août 2021)